# Josep de Trobat i Vinyes
Josep de Trobat i Vinyes (Perpinyà, s. XVII - 12 de setembre del 1701) va ser un religiós nord-català que, entre altres càrrecs, fou sagristà del capítol de la catedral d'Elna i abat de Sant Miquel de Cuixà.
Fou fill de Josep de Trobat i Tria, un escrivent de l'audiència de Perpinyà, i era germà del molt influent Ramon de Trobat i Vinyes, un rossellonès molt implicat en la causa de França durant i després del tractat dels Pirineus, i que ocupà els càrrecs més importants del govern de la nova província francesa. En Josep era doctor en dret i portava la petita parròquia rural de Santa Coloma de Finestret quan el 1665 va ser nomenat per a l'abadia de Vallbona (Argelers). El 1672, aconseguí  que el Sant Pare Climent X li atorgués la dignitat (i el benefici) de sagristà del capítol d'Elna, cosa que portà a una reclamació del capítol, que demanà al rei  que no es fes canonge en Trobat de forma accessòria a la sagristia. Per la seva banda, el Consell demanà ajuda als jesuïtes perquè fessin un informe defensant Trobat, informe que es faria arribar al monarca. La documentació resultant tenia la firma d'Antoni Ignasi Descamps, jesuïta, Nicolau Arnú, dominic, "altres professors de la universitat de Perpinyà" i de divuit doctors en teologia de la universitat de París.

Josep Trobat va ser anomenat abat de Santa Maria de la Real de Perpinyà el 4 d'agost del 1685, i el 29 d'agost del 1689 rebé l'abadiat de Sant Miquel de Cuixà. La presa de possessió fou el 31 per mitjà d'un procurador, el seu germà Ramon, com explica l'abbé Capeille:
| «                          | Raymond de Trobat ... fut reçu par les religieux bénédictins et accompagné par eux à l'église du monastère. Raymond de Trobat s'approcha du maître-autel et, prenant dans ses mains les nappes, il les roula; il ouvrit un missel et le ferma; il y lut à haute et intelligible voix; il sonna une petite clohette; de là, allant au choeur, il s'assit sur le siège de l'abbé et reçut de la main des commissaires les "numbos" ou plombs de distribution du couvent; il se rendit enfin à la porte de l'église qu'il ferma et referma. | » |
| — Capeille Dictionnaire... | |   |

La presa de possessió no va ser efectiva fins a quatre anys més tard, el 1695. Per una disposició especial de la Santa Seu, el Consell Sobirà assistí a una cerimònia en el decurs de la qual en Josep de Trobat postulà i prengué l'hàbit benedictí, començà i acabà el noviciat, feu professió solemne i va ser beneït abat de Cuixà, tot en una hora. Trobat romangué en el càrrec fins a la mort i, com a continuació del procés d'afrancesament de les elits eclesiàstiques nord-catalanes el seu successor comanditari va ser el normand Jean de Flamenville, bisbe d'Elna.

## Obres
- Trobat, Joseph de. Pour le droit de régale du roy, à cause du serment de fidélité, et dont S. M. a usé en faveur du sieur Joseph de Trobat, abbé commandataire de Vallbonne, sacristain et chanoine d'Elne, contre MM le doyen et chapitre d'Elne et autres, se disants pourvus en Cour de Rome, 1672.